# ترتيب معركة فاغرام
وقعت شمال فيينا في 5 و6 يوليو من عام 1809، واحدة من أهم المواجهات في تاريخ البشرية حتى ذلك الحين، وهي معركة فاغرام. اصطدم فيها جيش أسترالي بقيادة الغنراليسموس الأرشيدوق كارل دوق تيشن، بالجيش الفرنسي الإيطالي الألماني تحت قيادة نابليون الأول، إمبراطور الفرنسيين، ملك إيطاليا، حامي اتحاد نهر الراين.
فيما يلي عرض للوحدات العسكرية التي شاركت في هذه المعركة. يتم في هذه الصفحة فقط سرد القوات التي كانت قريبة بما فيه الكفاية من الأعمال العدائية لتكون قادرة على التدخل. تم حذف الفيلق الخامس النمساوي، الذي تم تركه في الخلف كاحتياطي استراتيجي، و «جيش النمسا الداخلية»، الذي كانت عناصره من حضيرة الجيش التي وصلت قريب من ساحة المعركة لكن بعد ظهر اليوم السادس، أي بعد فوات الأوان للتدخل، من المقال. وبالمثل، تم ايضًا حذف الكتيبة الفرنسية الثامنة الموجودة خارج مسرح القتال؛ والمواقع العسكرية المتحالفة مع فرنسا والتجمعات على جزيرة لوباو؛ والأسراب والأفواج الفرنسية على الضفة اليمنى لنهر الدانوب لحماية خطوط الاتصال، ومعظم الكتائب المركزية التابعة للجيش الفرنسي الإيطالي، الموجود في بريسبورغ، من هذه المقالة لأنهم لم يلعبوا أي دور في المعركة.
لم يتم دعم الجيش النمساوي خلال اليوم الثاني. قاد الأرشيدوق تشارلز حوالي 140-150 ألف رجل، بما فيهم 15 ألف من الفرسان وأكثر من 400 قطعة مدفعية.
خلال اليوم الأول من القتال، بلغ عدد جيش نابليون نحو 155-160 ألف رجل وتم تعزيزه في ظهر اليوم الثاني تقريبًا بنحو 165-180 ألف رجل، 27 ألف منهم من الفرسان، وأكثر من 400 مدفع. يظل هذا الرقم تقريبيًا، لأنه لا يأخذ بعين الاعتبار الخسائر التي تكبدتها خلال اليوم الأول من المعركة، والتي يصعب تقديرها. خسائر الجيش ليست سوى تقدير عالمي، بما في ذلك الأعمال العدائية في كل من 5 و 6 يوليو. وبالإضافة إلى ذلك، في اليوم السادس، لم يستطع نابليون الاعتماد بشكل أساسي على المشاة السكسونيين من الكتيبة التاسعة السكسونية، التي كانت غير منظمة نهائيًا وغير جاهزة للقتال بعد القتال الشاق خلال اليوم الأول. ضمت القوات الفرنسية والقوات المتحالفة جيشين هما: «جيش ألمانيا الكبير»، الذي شارك في الحملة السابقة في جنوب ألمانيا والنمسا (المسرح الرئيسي لحرب التحالف الخامس)، و«جيش إيطاليا»، ذو الأبعاد الأصغر، والذي وصل إلى ساحة المعركة على مراحل وبجزء فقط من قوته، خلال اليومين. أعيد تنظيم ترتيب معركة الجيش الفرنسي بشكل عميق خلال شهر يونيو، وتم تعديل الترتيب حتى أثناء المعركة، حيث ألحقت بعض الوحدات بقادة مختلفين، وفقًا للظروف.

## الجيوش المعارضة

### جيش كايزرليش-ك أوشنيغليش
تألف الجيش النمساوي، سمي جيش كايزرليش-ك أوشنيجليش (الجيش الإمبراطوري الملكي)، من قوات متعددة الجنسيات من جميع أنحاء الإمبراطورية، بما في ذلك النمساويين المناسبين، والبوهيميين، والمورافيين، والهنغاريين، والرومانيين، والكرواتيين، والبولنديين والمجموعات العرقية الأخرى، إلى جانب أفواج تتحدث لغات مختلفة. أحد الجوانب الأخرى التي أظهرت الطبيعة المتنوعة لهذا الجيش هو أن وحدات لاندوير (الميليشيات)، التي كان بعضها سيئ التدريب، تم تجهيزها مع القوات النظامية.
بعد معركة أسبرن إسلينج، حشد تشارلز جميع القوات التي استطاع حشدها، مستدعيًا ثلثي الكتيبة الثالثة من لينز، ولكن مع اندلاع الحرب في المسارح الثانوية، لم يكن قادرًا أو لم يرغب في استدعاء أي قوات إضافية. خطط الأرشيدوق تشارلز لـ «جيش النمسا الداخلية» الصغير بقيادة الأرشيدوق جون النمساوي للخروج من بريسبورغ، على بعد حوالي 40 كيلومترًا، والمشاركة في المعركة، معتبرًا أن وصول هذه القوة في الوقت المناسب سيعزز يساره الضعيف. باستثناء «جيش النمسا الداخلية»، بلغ عدد القوات التي كان متاحة لتشارلز على مدى يومي المعركة نحو 138 ألف رجل، إضافة إلى 414 قطعة مدفعية.
كان الجيش الإمبراطوري والملكي، الجيش النمساوي الرئيسي، مباشرةً تحت قيادة الأرشيدوق تشارلز، الذي كان يبلغ من العمر 37 عامًا وقت المعركة. دعمه ماكسيميليان فون ويمفن البالغ من العمر 39 عامًا، ضابط التموين والإمدادات في الجيش (رئيس الأركان)، وهو شخصية عنيفة وحازمة، وكان يحظى باحترام كبير في الجيش النمساوي لمعرفته بالاستراتيجيات العسكرية. قُسم الجيش النمساوي إلى عدة فيالق، على النحو التالي:
الحرس المتقدم: 14 ألف رجل، 48 بندقية، تحت قيادة المشير الميداني أرماند فون نوردمان البالغ من العمر 49 عامًا، وهو لاجئ فرنسي وجنرال مختص؛
الفيلق الأول: 23 ألف رجل، 68 بندقية، تحت قيادة قائد سلاح الفرسان هاينريش فون بيليغارد البالغ من العمر 53 عامًا، والذي خدم تحت قيادة الأرشيدوق تشارلز عدة مرات في الماضي وكان قائدًا قويًا، وإن كان غير مغامر؛
الفيلق الثاني: 27 ألف رجل، و68 بندقية، تحت قيادة المشير الميداني فريدريش فرانز زافير البالغ من العمر 52 عامًا من هوهنزوليرن-هيتشينجن، أمير راينلاند وقائد يتمتع بسمعة لا تشوبها شائبة؛
الفيلق الثالث: 18 ألف رجل و58 بندقية تحت قيادة فيلدزيوجميستر يوهان كارل فون كولورات كراكوفسكي البالغ من العمر 61 عامًا، وهو نبيل بوهيمي له سجل عسكري طويل الأمد؛
الفيلق الرابع: 19 ألف رجل، و60 بندقية، تحت قيادة المشير الميداني فرانز سيراف البالغ من العمر 47 عامًا من روزنبرغ أورسيني، وهو سليل عائلة ألمانية نبيلة عظيمة من أصل إيطالي، وقاتل ضد الفرنسيين خلال الحروب الثورية الفرنسية وفي عام 1805؛
الفيلق السادس: 18 ألف رجل، و64 بندقية، تحت قيادة المشير الميداني يوهان فون كليناو البالغ من العمر 51 عامًا، وهو نبيل بوهيمي آخر وجنرال اكتسب سمعة رائعة خلال الحروب الثورية الفرنسية؛
الفيلق الاحتياطي الأول: 18 ألف رجل، و48 بندقية، تحت قيادة ضابط سلاح الفرسان يوهان الأول جوزيف البالغ من العمر 49 عامًا، وهو أمير ليختنشتاين، وأمير نمساوي، وقائد مختص وصديق شخصي للأرشيدوق تشارلز.
على الرغم من قرب الفيلق الخامس بقيادة المشير الميداني الأمير هاينرش من ساحة المعركة (12 ألف رجل و 50 بندقية)، تحت قيادة المشير الميداني الأمير هاينريش الخامس عشر رويس من بلاوين قد ترك في الخلف في مرتفعات بيسامبرج كاحتياطي استراتيجي، وهو موقع يعني أنه كان بعيدًا جدًا عن المشاركة في أي قتال في مارشفيلد أو حولها، وبالتالي لم يكونوا جزءًا من قوة تشارلز القتالية الفعالة. كان هذا بسبب رغبة تشارلز في حماية خطوط اتصاله تجاه بوهيميا ومورافيا.